# 奥兹贝亨
奥兹贝亨（荷蘭語：Oudsbergen，荷蘭語發音：[ˈʌutsˌbɛrɣə(n)]）是比利时弗拉芒大區林堡省馬塞克區的一个市镇，通行荷蘭語，是弗拉芒社群的一部分，面积116.24平方千米，人口23,611人（2022年1月1日）。该市镇于2019年1月1日由原市镇上赫拉贝克和梅文-赫赖特罗德合并而成。